# Bobsleje na Zimowych Igrzyskach Olimpijskich 2002
Bobsleje na Zimowych Igrzyskach Olimpijskich 2002 – jedna z dyscyplin rozgrywanych podczas igrzysk w Salt Lake City, w dniach 16–23 lutego 2002. Zawodnicy i zawodniczki rywalizowali w dwójkach mężczyzn, czwórkach mężczyzn i w dwójkach kobiet. Bobsleiści o medale podczas igrzysk walczyli po raz 18.

## Mężczyźni

### Dwójki mężczyzn
| M | Państwo             | Zawodnicy                             | Czas    |
| - | ------------------- | ------------------------------------- | ------- |
| 1 | Niemcy I            | Christoph Langen Markus Zimmermann    | 3:10,11 |
| 2 | Szwajcaria I        | Christian Reich Steve Anderhub        | 3:10,20 |
| 3 | Szwajcaria II       | Martin Annen Beat Hefti               | 3:10,62 |
| 4 | Stany Zjednoczone I | Todd Hays Garrett Hines               | 3:10,65 |
| 5 | Kanada I            | Pierre Lueders Giulio Zardo           | 3:10,73 |
| 6 | Niemcy II           | René Spies Franz Sagmeister           | 3:10,84 |
| 7 | Austria I           | Wolfgang Stampfer Martin Schützenauer | 3:11,16 |
| 8 | Włochy I            | Günter Huber Antonio Tartaglia        | 3:11,64 |

Data: 17.02.2002

### Czwórki mężczyzn
| M | Państwo              | Zawodnicy                                                             | Czas    |
| - | -------------------- | --------------------------------------------------------------------- | ------- |
| 1 | Niemcy II            | André Lange Carsten Embach Enrico Kühn Kevin Kuske                    | 3:07,51 |
| 2 | Stany Zjednoczone I  | Todd Hays Garrett Hines Bill Schuffenhauer Randy Jones                | 3:07,81 |
| 3 | Stany Zjednoczone II | Brian Shimer Dan Steele Doug Sharp Mike Kohn                          | 3:07,86 |
| 4 | Szwajcaria I         | Martin Annen Silvio Schaufelberger Beat Hefti Cédric Grand            | 3:07,95 |
| 5 | Francja I            | Bruno Mingeon Éric Le Chanony Christophe Fouquet Alexandre Arbez      | 3:08,56 |
| 6 | Szwajcaria II        | Christian Reich Steve Anderhub Guido Acklin Urs Aeberhard             | 3:08,59 |
| 7 | Łotwa I              | Sandis Prūsis Mārcis Rullis Jānis Silarājs Jānis Ozols                | 3:41.44 |
| 8 | Rosja I              | Jewgienij Popow Piotr Makarczuk Siergiej Gołubiew Dmitrij Stiopuszkin | 3:09,15 |

Data: 23.02.2002

## Kobiety

### Dwójki kobiet
| M | Państwo              | Zawodniczki                             | Czas    |
| - | -------------------- | --------------------------------------- | ------- |
| 1 | Stany Zjednoczone II | Jill Bakken Vonetta Flowers             | 1:37,76 |
| 2 | Niemcy I             | Sandra Prokoff Ulrike Holzner           | 1:38,06 |
| 3 | Niemcy II            | Susi Erdmann Nicole Herschmann          | 1:38,29 |
| 4 | Szwajcaria           | Françoise Burdet Katharina Sutter       | 1:38,34 |
| 5 | Stany Zjednoczone I  | Jean Racine Gea Johnson                 | 1:38,73 |
| 6 | Holandia I           | Eline Jurg Nannet Kiemel                | 1:39,18 |
| 7 | Włochy               | Gerda Weissensteiner Antonella Bellutti | 1:39,21 |
| 8 | Rosja                | Wiktorija Tokowa Kristina Bader         | 1:39,27 |

Data: 19.02.2002